# Barile TIM
In biologia molecolare, il barile TIM è un ripiegamento di una sequenza conservata composto di otto α-eliche e otto β-filamenti paralleli che si alternano lungo lo scheletro peptidico. La struttura prende il nome dal trioso fosfato isomerasi, un enzima conservato presente nel metabolismo.
I barili TIM sono uno dei ripiegamenti proteici più comuni. Una interessante caratteristica dei membri di questa classe di proteine è che nonostante tutti presentino lo stesso ripiegamento terziario, le loro sequenze sono molto diverse tra loro. Almeno 15 distinte famiglie enzimatiche utilizzano questa struttura per generare la geometria appropriata del sito attivo. Il laccio nella parte C-terminale dei foglietti beta del barile tende a contenere il sito attivo dell'enzima.

## Rappresentazioni

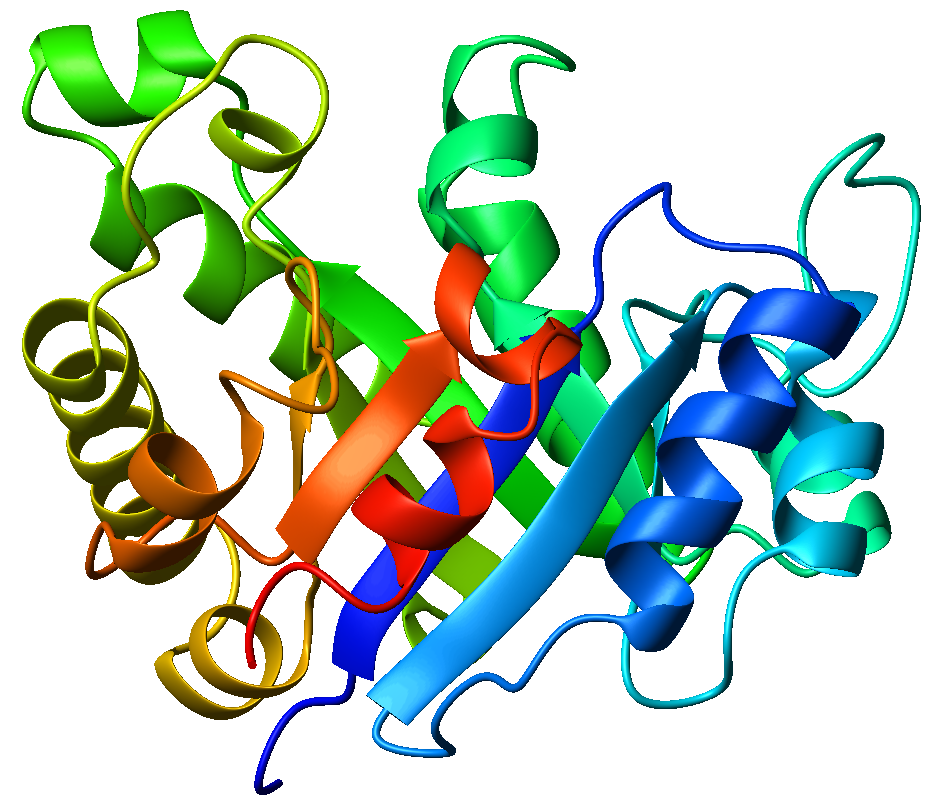
Vista laterale dello stesso barile TIM(PDB code 8TIM)
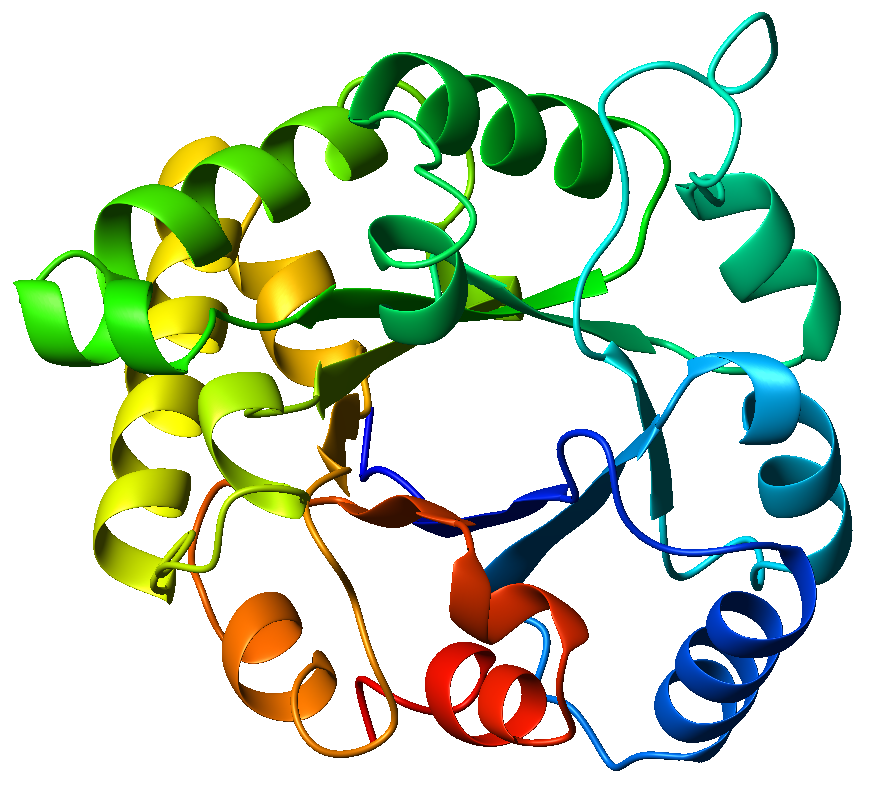
Vista dall'alto di una trioso fosfato isomerasi a barile (TIM) (codice adesione 8TIM PDB), colorato dal blu (N-terminale) al rosso (C-terminale)